# Stolella
Stolella is een mosdiertjesgeslacht uit de  familie van de Plumatellidae en de orde Plumatellida

## Soorten
- Stolella evelinae Marcus, 1941
- Stolella himalayana Annandale, 1911
- Stolella indica Annandale, 1909